# Lalbazar
Lalbazar (avec Lalbazar street) est un quartier commerçant et animé, au centre de la ville de Kolkata, au Bengale-Occidental (Inde).  Il fait partie du quartier central des affaires et jouxte la zone de BBD Bagh (Lal Dighi). Le quartier général de la police métropolitaine de Kolkata se trouve au 18 Lalbazar Street, et est populairement connu sous le même nom de 'Lalbazar'.

## Description
Dans le prolongement de la voie de circulation bordant le BBD Bag (‘Lal Dighi’) sur son côté septentrional s’ouvre la très longue ‘Bipin Behari Ganguly Street’ dont la première section a gardé l’ancien nom de ‘Lalbazar street’. Au n°18 se trouve le quartier général de la police métropolitaine de Kolkata qui, officiellement, a toujours gardé l’ancienne adresse de '18 Lalbazar Street'

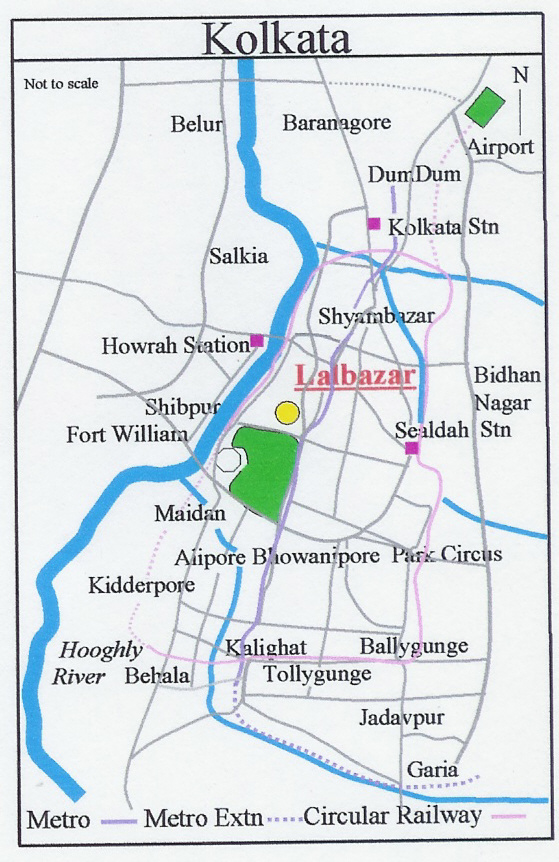
Lalbazar sur la carte de Kolkata

## Histoire
La rue menant de l'angle nord-est de B.B.D. Bagh à Bowbazar était autrefois connue sous le nom d'Avenue to the eastward'. Il semble que le premier bâtiment administratif de Kolkata, appelé 'Kuchhbari’, au début du XVIIIe siècle, se trouvait au départ de la rue.  Elle était également connue sous le nom de 'Great Bungalow Road'. En 1768, elle était considérée comme la rue la plus passante de la ville de Calcutta, récemment fondée (1690). 
Le quartier général de la police métropolitaine de Kolkata, situé au 18 Lalbazar street, fut construit en 1864, à l’endroit où se trouvait la résidence d’un certain John Palmer, prospère marchand de Kolkata. La maison voisine était la 'Harmonic Tavern', splendide maison d’époque, qui fut un lieu très animé de la vie sociale au XVIIIe siècle (le port fluvial de Calcutta n’était pas loin).  Elle fut démolie il y a longtemps.
Dans l'ancienne Calcutta, les peines capitales étaient souvent infligées par pendaison. Il y avait une potence au croisement de Lalbazar street et de 'Chitpore Road' (aujourd'hui 'Rabindra Sarani').